# La Huaca (distrito de Paita)
La Huaca é um distrito do Peru, departamento de Piura, localizada na província de Paita.

## Transporte
O distrito de La Huaca é servido pela seguinte rodovia:
- PI-102, que liga a cidade de Paita ao distrito de Sullana
- PE-2, que liga o distrito de Paita à cidade de 26 de Octubre [1][2][3]